# Oliver Twist (1948)
Oliver Twist is een Britse dramafilm uit 1948 onder regie van David Lean. Het is een van de verfilmingen van de gelijknamige roman uit 1838 van de Britse auteur Charles Dickens.

## Verhaal
De arme weesjongen Oliver Twist raakt, gelokt met eten en onderdak, verzeild in wat een bende jonge zakkenrollers blijkt te zijn, geleid door de oudere Fagin, die nieuwe leden aanleert hoe ze dat moeten doen. Oliver moet op een dag met twee bendeleden mee uit stelen gaan. Zonder zelf mee te hebben gedaan wordt hij opgepakt door de politie. Hij komt vrij dankzij getuigen, waaronder de bestolene, de heer Brownlow, die gezien hebben dat hij niet de dader is, en wordt opgenomen door Brownlow. De bende ontvoert hem echter, en brengt hem terug naar de groep. Sikes, een criminele vriend van Fagin, probeert nadat hij zijn vriendin Nancy heeft vermoord, zijn arrestatie te voorkomen door Oliver te gijzelen, maar Sikes verongelukt daarbij, en Fagin wordt gearresteerd, waardoor Oliver tot zijn vreugde weer terug kan naar Brownlow.

## Rolverdeling
| Acteur              | Personage     |
| ------------------- | ------------- |
| John Howard Davies  | Oliver Twist  |
| Alec Guinness       | Fagin         |
| Robert Newton       | Bill Sikes    |
| Kay Walsh           | Nancy         |
| Francis L. Sullivan | Mr. Bumble    |
| Henry Stephenson    | Mr. Brownlow  |
| Anthony Newley      | Artful Dodger |